# Orion (prénom)
Orion est un prénom d'origine grecque, porté essentiellement en Grèce, aux États-Unis, et avec une popularité grandissante en France.

## Étymologie
Orion vient du grec ancien Ωρίων ou Ωρίωνας. Comme l'indique Jean-Michel Renaud, professeur à l'université de Liège, dans ses ouvrages ainsi que dans Le catastérisme chez Homère, l'origine du nom serait d'origine indo-européenne, la forme la plus ancienne serait Ωαρίων, dérivé en -ων d'une forme à suffixe -ιος, construite sur le thème -ωαρ issu de -ωσαρ qui signifie l'été. En effet, le lever héliaque de la constellation coïncidant avec le solstice d'été. Une interprétation d'Orion pourrait être « Là où le soleil se lève ».
Cette étymologie indique que le nom Orion est celui d'une constellation avant d'être attribuée à un héros mythologique.
Certaines sources parlent également de l'origine akkadienne Uru-Anna siginifiant « lumière du ciel ».

## Popularité du prénom

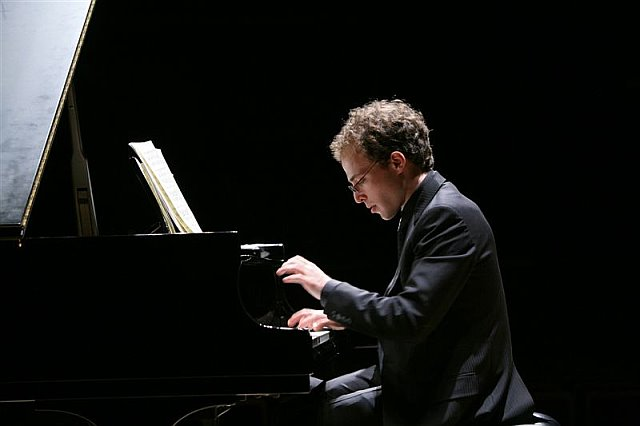
Orion Weiss, pianiste classique américain

Début 2020, en France, 333 personnes avaient reçu le prénom depuis 1900 dont 48 en 2019.

## Personnalités portant ce prénom

### Saints des églises chrétiennes
Saint Orion est mort martyr, massacré en Égypte avec 36 autres chrétiens alors qu'ils y étaient dans un but d'évangélisation,.
On fête la Saint Orion le 18 janvier. Le 10 novembre est également évoqué.

### Personnalités
- Orion Scohy, écrivain français ayant reçu le Prix Jeune Mousquetaire du premier roman, en 2006, pour Volume ;
- Orion de Thèbes, grammarien originaire de Thèbes professeur de Proclus ;
- Orion Weiss, pianiste américain ;
- Orion Clemens, premier et seul secrétaire du territoire du Nevada, essentiellement connu pour avoir été le frère de Samuel Langhorne Clemens ayant écrit sous le pseudonyme de Mark Twain ;
- Orion Metcalf Barber, homme politique américain ;
- Orion P. Howe, un des plus jeunes soldats à recevoir la médaille d'honneur durant la guerre de sécession.